# Lista meczów reprezentacji Grecji w piłce nożnej mężczyzn w finałach mistrzostw świata
Lista meczów reprezentacji Grecji w piłce nożnej w finałach Mistrzostw Świata

## Stany Zjednoczone 1994
| Nr | Przeciwnik | Miejsce                      | Data            | Runda           | Wynik     |
| -- | ---------- | ---------------------------- | --------------- | --------------- | --------- |
| 1  | Argentyna  | Foxborough Stany Zjednoczone | 21 czerwca 1994 | I runda grupowa | 0:4 (0:2) |
| 2  | Bułgaria   | Chicago Stany Zjednoczone    | 26 czerwca 1994 | I runda grupowa | 0:4 (0:1) |
| 3  | Nigeria    | Foxborough Stany Zjednoczone | 30 czerwca 1994 | I runda grupowa | 0:2 (0:1) |

## Republika Południowej Afryki 2010
| Nr | Przeciwnik       | Miejsce                                     | Data            | Runda           | Wynik     |
| -- | ---------------- | ------------------------------------------- | --------------- | --------------- | --------- |
| 4  | Korea Południowa | Port Elizabeth Republika Południowej Afryki | 12 czerwca 2010 | I runda grupowa | 0:2 (0:1) |
| 5  | Nigeria          | Bloemfontein Republika Południowej Afryki   | 17 czerwca 2010 | I runda grupowa | 2:1 (1:1) |
| 6  | Argentyna        | Polokwane Republika Południowej Afryki      | 22 czerwca 2010 | I runda grupowa | 0:2 (0:0) |

## Brazylia 2014
| Nr | Przeciwnik               | Miejsce                 | Data            | Runda            | Wynik                                              |
| -- | ------------------------ | ----------------------- | --------------- | ---------------- | -------------------------------------------------- |
| 7  | Kolumbia                 | Belo Horizonte Brazylia | 14 czerwca 2014 | I runda grupowa  | 0:3 (0:1)                                          |
| 8  | Japonia                  | Natal Brazylia          | 20 czerwca 2014 | I runda grupowa  | 0:0                                                |
| 9  | Wybrzeże Kości Słoniowej | Fortaleza Brazylia      | 24 czerwca 2010 | I runda grupowa  | 2:1 (1:0)                                          |
| 10 | Kostaryka                | Recife Brazylia         | 29 czerwca 2014 | II runda grupowa | 1:1 (1:1, 1:1, 0:0), po dogrywce, rzuty karne: 5:3 |

## Bilans
|                 | zwycięstwa | remisy | porażki |
| ogółem          | 2          | 2      | 6       |
| dom             | 0          | 0      | 0       |
| wyjazd          | 0          | 0      | 0       |
| neutralny teren | 2          | 2      | 6       |

|                 | strzelone | stracone |
| ogółem          | 2         | 15       |
| dom             | 0         | 0        |
| wyjazd          | 0         | 0        |
| neutralny teren | 5         | 20       |